# Myrgropspindel
Myrgropspindel (Diplocephalus dentatus) är en spindelart som beskrevs av Albert Tullgren 1955. Myrgropspindel ingår i släktet Diplocephalus och familjen täckvävarspindlar. Enligt den svenska rödlistan är arten otillräckligt studerad i Sverige. Arten förekommer på Öland. Artens livsmiljö är våtmarker, skogslandskap. Inga underarter finns listade i Catalogue of Life.